# Las ciudades oscuras

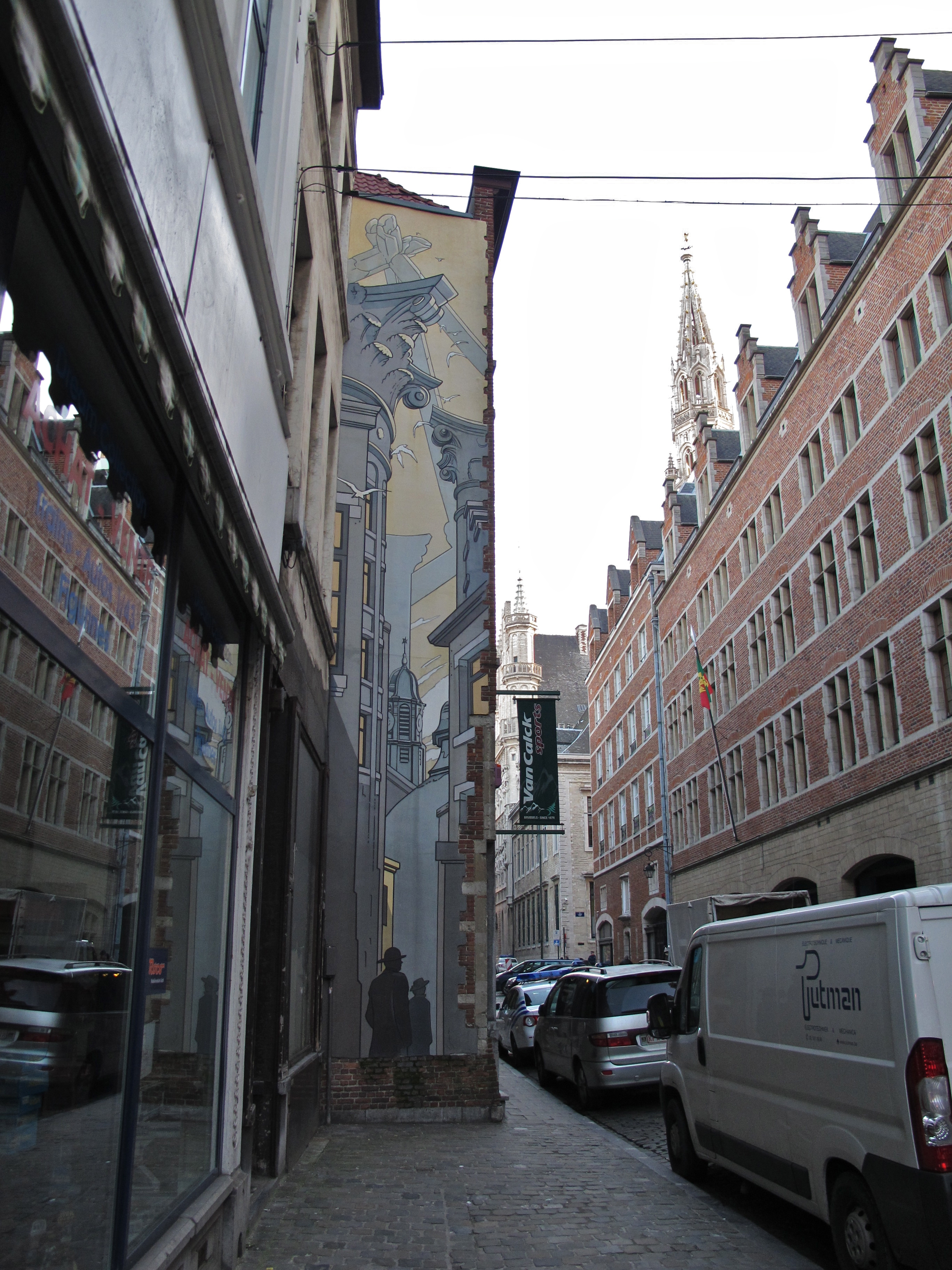
Mural en Bruselas

Las ciudades oscuras (Les Cités obscures en francés) es una serie de historietas de temática fantástica, creada por el dibujante belga François Schuiten y el guionista francés Benoît Peeters en 1983 con Les murailles de Samaris (Las murallas de Samaris) y que continúa publicándose a día de hoy, habiendo aparecido una docena de álbumes de historietas y otros tantos productos relacionados, desde libros ilustrados a falsos documentales en DVD.
La serie se desarrolla en un continente imaginario ubicado en un mundo paralelo, en principio invisible al nuestro, en el que se mezclan multitud de influencias, desde el surrealismo metafísico borgesiano hasta la literatura de Julio Verne (principalmente sus viajes extraordinarios). En la serie destacan los detallados diseños arquitectónicos de Schuiten para las distintas Ciudades oscuras, que son en su mayor parte reinterpretaciones o versiones "oscuras" de ciudades reales, como Brüsel de Bruselas o Pâhry de París.

## Publicación en España[1]
- Las murallas de Samaris (1). Colección Vertigo n°9 (Nueva Frontera, 1983)
- La fiebre de Urbicanda (2). Colección Negra n°23 (Eurocomic, 1985)
- La Torre (3), Colección Negra n°26 (Eurocomic, 1987)
- El Archivista (Extra), (Fuera de colección), (Norma, 1991) y Las Ciudades oscuras n°3 (Norma, 2001)
- La ruta de Armilia (4), Las ciudades oscuras n.º 4 (Norma, 2007)
- Brüsel (5), Las Ciudades oscuras n°1 (Norma, 1993)
- La chica inclinada (6), Las Ciudades oscuras n.º 5 (Norma, 1996)
- La sombra de un hombre (7), Las Ciudades oscuras n°6 (Norma, 2000)
- La Frontera Invisible (8) y (9), (integral), las ciudades oscuras n.º 8 (Norma, 2018) y v.1, Las Ciudades oscuras n.º 7 (Norma, 2002); v.2, Las Ciudades oscuras n.º 8 (Norma, 2004)
- La teoría del grano de arena (10) y (11), Las Ciudades oscuras n°9 (Norma, 2010)
- Recuerdos del eterno presente (12), Las ciudades oscuras nº10 (Norman, 2018)